# My2 Gruis
My2 Gruis (μ2 Gruis, förkortat My2 Gru, μ2 Gru) som är stjärnans Bayerbeteckning, är en stjärna eller konstellation belägen i den mellersta delen av stjärnbilden Tranan. Den har en skenbar magnitud på 5,10 och är synlig för blotta ögat där ljusföroreningar ej förekommer. Baserat på parallaxmätning inom Hipparcosuppdraget på ca 12,3 mas, beräknas den befinna sig på ett avstånd på ca 270 ljusår (ca 81 parsek) från solen.

## Egenskaper
Primärstjärnan My2 Gruis A är en gul till vit jättestjärna av spektralklass G8 III. Den har en radie som är ca 9,7 gånger större än solens och utsänder från dess fotosfär ca 68 gånger mera energi än solen vid en effektiv temperatur av ca 5 000 K.
My2 Gruis är en misstänkt astrometrisk dubbelstjärna som visar en variation i rörelse genom rymden på grund av gravitationsacceleration. Den är en periodiskt variabel stjärna som har förändring i magnitud med 0,004 enheter med en period av 7,50983 gånger per dygn.